# Труман Капоти
Капоти пренасочва насам.  За биографичния филм от 2005 г. вижте Капоти (филм).
Труман Гарсия Капоти (на английски: Truman García Capote), по-известен само като Труман Капоти, е американски журналист и романист. Творбите му са световноизвестни и признати за класика. Най-известното му произведение е документалният роман Хладнокръвно. Много от неговите романи, пиеси и истории са екранизирани.

## Биография
Труман Стрекфус Персънс е роден на 30 септември 1924 г. в Ню Орлианс, щата Луизиана, в семейството на чиновник. Майка му, спечелила конкурс за красота, го ражда на 16 години. Когато е едва 4-годишен, родителите му се развеждат и той прекарва детството си в местене от едни роднини при други. За известно време живее в Алабама, където се запознава с бъдещата създателка на романа Да убиеш присмехулник Харпър Ли, дори служи за вдъхновение на един от персонажите в книгата. В своята самота Капоти се отдава на четене и започва да пише на 11-годишна възраст.
През 1933 г. майката на Труман се омъжва повторно за Хосе Гарсия Капоти – заможен кубински бизнесмен, който осиновява Капоти и той приема неговото име. През 1935 г. се преместват в Ню Йорк. Капоти е записан в престижно училище в Ню Йорк. На 17-годишна възраст напуска училище, за да стане журналист. Започва да пише за влиятелното американско списание Ню Йоркър.
Капоти публикува първия си роман Други гласове, други стаи на 24 години. Сюжетите на тази и на по-късната му творба Арфата на тревите са от живота на децата на Юга в САЩ. И двете имат голям успех.
На 35 години Капоти е силно впечатлен от нашумяло убийство на фермерското семейство Клътър в Гардън Сити, Канзас. Той отразява разследването за списание Ню Йоркър в сътрудничество с Харпър Ли и отблизо проследява ареста, процеса, присъдата и обесването на престъпниците. Убийците са двама скитници, потърсили лесни пари във фермерския дом. Разочаровани от липсата на плячка, те подлагат цялото семейство на психически и физически изтезания, завършили със смърт. Извършителите са екзекутирани през 1965 г., а година по-късно излиза романа Хладнокръвно. В него подробно е пресъздаден животът на всички, свързани с убийството. Капоти нарича творбата си „неизмислен роман“, смесица от факти и фикция – жанр, който той смята за свое изобретение.
През 1976 г. играе ролята на Лайънъл Туейн в комедийния мистериозен филм „Убийство чрез смърт“, по сценарий на Нийл Саймън.
Труман Капоти умира на 25 август 1984 г. на 59-годишна възраст в предградието на Лос Анджелис Бел Еър. Според доклада на съдебния лекар причината за смъртта е „чернодробно заболяване, усложнено от флебит и множествена интоксикация с наркотици“.

## Влияние и творчество
Капоти е един от най-успешните представители на американската литература. Автор е на романи, много разкази и киносценарии.
Снимани са два биографични филма за живота на Капоти и написването на „Хладнокръвно“ – „Капоти“ (2005) с Филип Сиймур Хофман в главната роля и „Infamous“ (2006) с Тоби Джоунс.
Капоти е открит гей. Въпреки че никога не е приемал движението за правата на хомосексуалистите, собствената му откритост по отношение на хомосексуалността и насърчаването на откритостта у другите го превръщат във важен фактор в сферата на правата на хомосексуалистите. Хомосексуалната ориентация е чест мотив в творбите му.